# كونار حزمي
كونار حزمي  (الاسم العلمي:Connarus fasciculatus) هو نوع من النباتات يتبع جنس الكونار من الفصيلة الكونارية.